# Monica Morell
Monica Morell, familienaam Monica Wirz-Römer, (Menziken, 6 augustus 1953 - Zürich, 12 februari 2008) was een Zwitserse schlagerzangeres.

## Carrière
Haar grootste successen beleefde de jonge zangeres aan het begin van de jaren 1970 in Duitsland. De titel Ich fange nie mehr was an einem Sonntag an stond maandenlang in de Zwitserse en Duitse hitlijsten genoteerd. De single werd 1,5 miljoen maal verkocht. Eveneens een succesnummer werd Bitte glaub es nicht (1973). Oorspronkelijk was het de bedoeling, dat ze met dit nummer zou deelnemen aan het Concours Eurovision de la chanson in Luxemburg, maar Patrick Juvet kreeg de voorkeur.
Het derde succesnummer was Später, wann ist das? (1974). Tot 1976 was ze regelmatig vertegenwoordigd in de Top 50 van de Duitse hitparaden, meestal met smartlappen als Danny, mein Freund, Hallo, ist hier denn keiner, Ich en Die besten Männer sind meistens schon vergeben. Daarbij had ze meerdere tv-optredens in de muziekprogramma’s Disco (met Ilja Richter) en de ZDF-Hitparade.

## Privéleven en overlijden
Eind jaren 1970 trok ze zich terug uit de muziekwereld en ging ze werken in de horecabranche als kastelein en daarna werd ze mede-eigenaresse van een klein veilingshuis in Erlenbach. Na haar eerste huwelijk woonde ze in Ermatingen. Haar tweede huwelijk hield niet lang stand na het plotselinge overlijden van haar enige kind, dat werd geboren in 1982. Ze steunde ook het dierenasiel Strubeli in Hegnau/Volketswil met financiële middelen. Monica leed aan polyneuropathie en later aan kanker, waaraan ze na een langdurige ziekte bezweek in de leeftijd van 54 jaar.
Haar erfenis, 40 miljoen Zwitserse franken,  werd betwist. Een gedeelte van haar vermogen liet ze na aan de stichting Denk an mich.

## Singles
- 1972: Ich fange nie mehr was an einem Sonntag an
- 1973: Bitte glaub' es nicht
- 1974: Später, wann ist das?
- 1975: Hallo, ist denn hier keiner
- 1975: Danny, mein Freund
- 1975: Ich
- 1977: Viele Mädchen denken wie ich

- Gemeinsame Normdatei: 134466241
- International Standard Name Identifier: 0000 0000 5570 9085
- MusicBrainz: 53119ae8-5d00-4f89-bcb9-a359d5d70dff
- Virtual International Authority File: 79634267
- WorldCat: E39PBJpV4cv4BmQQQpDVBqdqQq